# San Juan Bautista de los Florentinos (título cardenalicio)
San Juan Bautista de los Florentinos es un título cardenalicio de la Iglesia católica. Fue instituido por el papa Juan XXIII el 12 de marzo de 1960 con la constitución apostólica Inter templa.
Tiene su sede en la basílica de San Juan de los Florentinos de Oma.

## Titulares
- Joseph-Charles Lefèbvre (31 de marzo de 1960 - 2 de abril de 1973)
- Juan Carlos Aramburu (24 de mayo de 1976 - 18 de abril de 2004)
- Carlo Caffarra (24 de marzo de 2006 - 6 de septiembre de 2017)
- Giuseppe Petrocchi (28 de junio de 2018 - actual)